# 킬스데일역
킬스데일역 (Keelesdale Station)은 토론토 지하철에 새로 지어지고 있는 경전철 노선인 5호선 에글린턴선의 정차역이다. 이 역은 실버손 지역의 킬 스트리트와 에글린턴 애비뉴에 위치해있다. 근처에는 요크 시립센터, 킬스데일 공원, 크리스 통크스 아레나, 요크 메모리얼 고등학교, 조지 하비 고등학교, 험버리버 지역병원 킬 병동이 있다.
에글린턴 경전철 설계 당시 이 역은 '킬' (Keele)이라고 불렸지만 2호선 블루어-댄포스선의 지하철역과 이름이 겹치는 관계로 2015년 11월 23일에 토론토 교통국 이사회 결정에 따라 중복을 피하기 위해 동네 이름인 킬스데일로 확정하였다.
역 정문과 버스 터미널은 에글린턴 애비뉴와 트레튜이 드라이브 북동쪽에 있던 구급대 시설과 세차장 터에 지어질 예정이다. 두 번째 출입구는 에글린턴과 트레튜이 북서쪽, 요크 메모리얼 학교 맞은 편에 지어지고 세 번째 출입구는 에글린턴과 킬 남동쪽에 주차장으로 쓰였던 공터에 지어진다. 모든 출입구에는 조경이 설치되며 버스 터미널에는 4개 승강장이 설치되고 역 바깥에서도 버스를 갈아탈 수 있게 된다. 이 역에는 또한 자전거 거치대가 60대 설치된다.

## 버스 연결편
2023년 11월 기준, 5호선 에글린턴이 개통하는 대로 이 역에 정차하게 될 버스는 다음과 같다.
- 34번 에글린턴(Eglinton): 서쪽으로 마운트데니스역     방면, 동쪽으로 케네디역     방면
- 41번 킬(Keele): 북쪽으로 파이어니어빌리지역  , 남쪽으로 킬역  방면
- 158번 트레튜이(Trethewey): 북쪽으로 놉힐 / 오크 방면
- 164번 캐슬필드(Castlefield): 동쪽으로 시더베일역  , 서쪽으로 마운트데니스역     방면
- 941번 킬 급행(Keele Express): 북쪽으로 핀치 웨스트역   방면, 남쪽으로 킬역  방면

## 인접한 역
| 5호선 에글린턴 (개통 예정) | 5호선 에글린턴 (개통 예정) | 5호선 에글린턴 (개통 예정) |
| -------------------------- | -------------------------- | -------------------------- |
| 마운트데니스 방면          | 5호선 에글린턴             | 칼레도니아 케네디 방면     |